# NGC 5133
NGC 5133 (również PGC 46909) – galaktyka eliptyczna (E-S0), znajdująca się w gwiazdozbiorze Panny. Odkrył ją Édouard Jean-Marie Stephan 23 kwietnia 1881 roku.